# Jean Cléber
Jean Cléber Santos da Silva, mais conhecido como Jean Cléber (Santo André (São Paulo), 29 de abril de 1990) é um futebolista brasileiro que atua como volante. Atualmente defende o CSA.

## Clubes

### Início
Formado nas categorias de base do Santo André, Jean Cléber chegou ao clube com 14 anos de idade.

### Cruzeiro
Chegou ao Cruzeiro para atuar na equipe sub-20. Como não teve oportunidades na equipe principal, foi emprestado a alguns times como Boa Esporte, Nacional-MG, Linense e Betim.

### América de Natal
O América anunciou a sua contratação ainda no final de 2013. Pelo clube de Natal, foi campeão Potiguar em 2014.

### Ceará
Em 23 de janeiro de 2015, o Ceará anunciou a sua contratação. Pelo clube cearense, foi campeão da 2015.

### Botafogo da Paraíba
Com poucas oportunidades no Ceará, acertou com o Botafogo-PB para disputar a Série C de 2015.

### CSA
Chegou ao CSA em novembro de 2015 para disputar o Campeonato Alagoano de 2016. Com grandes atuações, em pouco tempo caiu nas graças da torcida Azulina. Fez um belo gol que deu ao clube a oportunidade de participar da Série D de 2016, Copa do Nordeste de 2017 e Copa do Brasil de 2017. Foi eleito o craque do Campeonato Alagoano de 2016. Sua última partida foi contra o Central pela Série D, antes de se transferir para o Marítimo de Portugal.

### Marítimo
Após boa passagem pelo CSA, Jean Cléber se transferiu para o Marítimo em sua primeira experiência fora do Brasil. O volante tem vinculo com o clube até junho de 2019.

### Retorno ao CSA
Foi anunciado o seu retorno ao CSA por empréstimo no dia 08 de junho de 2019.

## Títulos
América-RN
- Copa Cidade de Natal: 2014
- Campeonato Potiguar: 2014

Ceará
- Copa do Nordeste: 2015

CSA
- Copa Alagoas: 2024

### Prêmios Individuais
- Craque do Campeonato Alagoano: 2016